# Rhododendron tubulosum
Rhododendron tubulosum är en ljungväxtart som beskrevs av Ren Chang Ching och W.Y. Wang. Rhododendron tubulosum ingår i släktet rododendron, och familjen ljungväxter. Inga underarter finns listade i Catalogue of Life.